# Айя Румелі
35°13′48″ пн. ш. 23°57′37″ сх. д. / 35.229916666667° пн. ш. 23.960194444444° сх. д.
Айя Румелі (грец. Αγία Ρουμέλη (ф. sg.)) — портове містечко на південно-західному узбережжі Греції на Лівійському морі. Адміністративний департамент розташований у районі Сфакія міста Ханья. Агія Румелі можна подорожувати лише по воді або пішохідними стежками. Під іншим сполученням європейського залізничного маршруту E4 від міста до Сугії на заході та Лутро на сході. Село відоме як кінцева точка 16-кілометрової прогулянки від Омалос-Хохебене через третій за довжиною європейський шлюз, шлюз Самарія, що знаходиться нижче моря. Під час основного туристичного сезону влітку невелике містечко є лише ізольованим рибальським селом, де туристи можуть насолоджуватися краєвидом. Після походу ви прибудете звідси в середину Заходу, де знайдете Сугію та Палеохору, або Схід, після Хора Сфакіон, щоб спати назад у своєму будинку відпочинку на північній стороні острова. У селі є медпункт, кілька невеликих готелів, ресторанів, барів та два супермаркети та сувенірні лавки. Над гарним селом розкинулася гамірна міська площа.
Поза сезоном у селі живе лише менше людей. Населення Агіа Румелі на 2021 рік нараховує 78 осіб. Замовлення оброблятиметься асоціацією водіїв кожні два тижні.